# Ghermănești (gmina Banca)
Ghermănești – wieś w Rumunii, w okręgu Vaslui, w gminie Banca. W 2011 roku liczyła 511 mieszkańców.